# Sardzsai nemzetközi repülőtér
A Sardzsai nemzetközi repülőtér (arab nyelven: مطار الشارقة) (IATA: SHJ, ICAO: OMSJ) az Egyesült Arab Emírségek egyik kisebb jelentőségű katonai és nemzetközi repülőtere, amely Sardzsa közelében található. Éves utasforgalma 13 000 000 fő (2022).

## Futópályák
A repülőtér futópályái:
- 12/30 (4060 m, 60 m, aszfalt)

## Forgalom
Az utasforgalom az elmúlt években az alábbi módon változott:
| Utasok száma | 1 001 852 | 861 478 | 1 661 941 | 3 064 396 | 5 280 445 | 7 516 538 | 9 516 600 | 11 048 243 | 13 615 053 | 13 000 000 |
|              | 1999      | 2001    | 2004      | 2006      | 2008      | 2012      | 2014      | 2016       | 2019       | 2022       |

## Légitársaságok és úticélok
2023-ban a Sardzsai nemzetközi repülőtérről az alábbi járatok indulnak:

### Személy
A következő légitársaságok üzemeltetnek rendszeres menetrend szerinti és charterjáratokat Sharjah repülőtérről:
| Légitársaság                    | Célállomások |
| ------------------------------- | --- |
| Aeroflot                        | Szezonális: Moscow–Sheremetyevo |
| Air Arabia                      | Abha, Ahmedabad, Alexandria, Al Jawf, Almaty, Amman–Queen Alia, Assiut, Baghdad, Bahrain, Baku, Bangalore, Batumi, Bejrút, Bergamo, Bishkek, Cairo, Chennai, Chittagong, Coimbatore, Colombo–Bandaranaike, Dammam, Delhi, Dhaka, Doha, Erbil, Faisalabad, Gassim, Goa–Dabolim, Ha'il, Hargeisa, Hyderabad, Indore, Istanbul–Sabiha Gökçen, Jaipur, Jeddah, Jizan, Kabul (felfüggesztve), Karachi, Kathmandu, Khartoum, Kochi, Kozhikode, Kuala Lumpur–International, Kuwait City, Kyiv–Boryspil (temporarily felfüggesztve), Mashhad, Medina, Moszkva-Domogyedovó, Multan, Mumbai, Muscat, Najaf, Nagpur, Nairobi–Jomo Kenyatta, Osh, Peshawar, Quetta, Riyadh, Salalah, Sialkot, Sohag, Tabuk, Ta'if, Tashkent, Tbilisi, Tehran–Imam Khomeini, Thiruvananthapuram, Trabzon, Yanbu, Yerevan Szezonális: Antalya, Bodrum, Phuket, Sharm El Sheikh |
| airblue                         | Islamabad, Lahore, Multan, Peshawar |
| Air India                       | Kozhikode |
| Air India Express               | Chandigarh, Indore, Kannur, Kochi, Kozhikode, Mumbai, Surat, Thiruvananthapuram, Tiruchirappalli, Varanasi, Vijayawada |
| Air Peace                       | Lagos |
| AnadoluJet                      | Istanbul–Sabiha Gökçen |
| Biman Bangladesh Airlines       | Chittagong, Dhaka, Sylhet |
| Cham Wings Airlines             | Aleppo, Damascus, Latakia |
| EgyptAir                        | Cairo |
| flynas                          | Jeddah, Medina |
| Gulf Air                        | Bahrain |
| IndiGo                          | Hyderabad, Lucknow, Thiruvananathpuram |
| Jazeera Airways                 | Kuwait City |
| Kam Air                         | Kabul |
| Nordwind Airlines               | Moscow–Sheremetyevo |
| Pakistan International Airlines | Multan, Peshawar, Sialkot, Turbat |
| Pegasus Airlines                | Istanbul–Sabiha Gökçen |
| Qatar Airways                   | Doha |
| Rossiya Airlines                | Szezonális charter: Yekaterinburg |
| SereneAir                       | Islamabad, Peshawar |
| Syrian Air                      | Damascus |
| Turkish Airlines                | Istanbul |
| US-Bangla Airlines              | Dhaka |
| Uzbekistan Airways              | Tashkent |

### Cargo
| Légitársaság             | Célállomások                                                     |
| ------------------------ | ---------------------------------------------------------------- |
| Astral Aviation          | Eldoret, Nairobi–Jomo Kenyatta                                   |
| DHL Aviation[forrás?]    | Amszterdam, Bahrain, Cincinnati, Hong Kong, Lagos, Leipzig/Halle |
| EgyptAir Cargo           | Cairo                                                            |
| Ethiopian Cargo          | Addis Ababa                                                      |
| Express Air Cargo        | Bangalore, Hong Kong, Tunis                                      |
| IndiGo CarGo             | Delhi, Mumbai                                                    |
| Singapore Airlines Cargo | Amszterdam, Brüsszel, London–Heathrow, Singapore                 |
| United Parcel Service    | Köln, Hong Kong, Seoul–Incheon, Shenzhen                         |